# Црква Свете Марије Магдалене у Срезовцу
Црква Свете Марије Магдалене у Срезовцу, насељеном месту на територији општине Алексинац, припада Епархији нишкој Српске православне цркве.
Новоосвеђени храм посвећен Марији Магдалини налази се на међи села Срезовца и Бојинца поред извора за који народ верује да је чудотворан. Према предању на овом месту се налазила црква још из времена Немањићке Србије, који је за време Турака срушена. По ослобођењу од Турака овде је подигнут мали храм од прућа и блата.
Почетком осамдесетих година 20. века група верника је почела да зида грађевину од чврстог материјала око старог храма, због чега су били ухапшени и кажњени, да би деведесетих година добио данашњи облик. У храму су постављене старе двери, јужна и северна врата из старе Цркве Свете Марије Магдалене у Радевцу.